# Ruta 708 (Costa Rica)
La Ruta 708, oficialmente Ruta Nacional Terciaria 708, es una ruta nacional de Costa Rica ubicada en la provincia de Alajuela.

## Descripción
En la provincia de Alajuela, la ruta atraviesa el cantón de Sarchí (los distritos de Sarchí Norte, Sarchí Sur, Toro Amarillo, San Pedro), el cantón de Río Cuarto (el distrito de Río Cuarto).